# Киндий Шоа
Киндий Шоа (ингуш. Кӏинди Шоа) — герой нартского эпоса ингушей.

## В Нартском эпосе
Отец — Кинди (Кӏинди). Мать Шоа обладает невероятной силой, и от её прикосновения ломаются кости. Женат на дочери Сеска Солсы. Дочь Сеска Солсы родила от Кинда Шоа троих сыновей. Один из них поселился в Эгикале, второй — в Хамхи, третий — в Таргиме. Также есть предание, что Киндий Шоа является предком представителей тайповых сообществ Мержой и Цечой.
Распространены предания о том, как К.Шоа похищает дочь Сеска Солсы. Обычно Солса не сумев справиться с сильной матерью Шоа, одобряет брак.
Также записана другая версия предания о его женитьбе. Солса вместе с Боткий Ширткой отправляются в гости к Шоа. Там его мать нечаянно дотрагивается до Солсы и ломает ему кость. У Шоа был волшебный камень, которым стоило лишь провести по ране или перелому и они исчезали. В благодарность Солса отдал ему в жёны свою дочь.